# 卢瓦尔河谷 (传统地区)

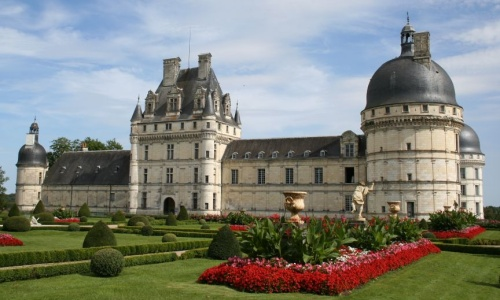
瓦朗賽城堡

卢瓦尔河谷（法語：Vallée de la Loire）是法国的一个传统地区，被称为“法国的花园”和“法语的摇篮”，以其高品质的建筑遗产著称。这些建筑不仅分布在昂布瓦斯、昂热、布卢瓦、希农、蒙索罗、南特、奥尔良、索米尔和图尔等历史名城，尤其以盧瓦爾河谷城堡群闻名世界。
卢瓦尔河流域的风景，尤其是众多的文化建筑，清楚表明了西欧文艺复兴和启蒙时代的思想和建筑设计理念。
2000年12月2日，联合国教科文组织将卢瓦尔河流域的中游部分，从曼恩河到卢瓦尔河畔叙利，列入世界遗产名单。这一地区涉及卢瓦雷省、卢瓦尔-谢尔省、安德尔-卢瓦尔省和曼恩-卢瓦尔省，评审委员会称卢瓦尔河流域是：
“拥有极其美丽的杰出的人文景观，历史名城和村庄，大量壮丽的历史建筑（城堡），几个世纪以来人类和自然环境相互交融而形成的土地”。卢瓦尔河流域亦包括在1981年被單獨列入世界遗产目录中著名的香波尔城堡。

## 城堡

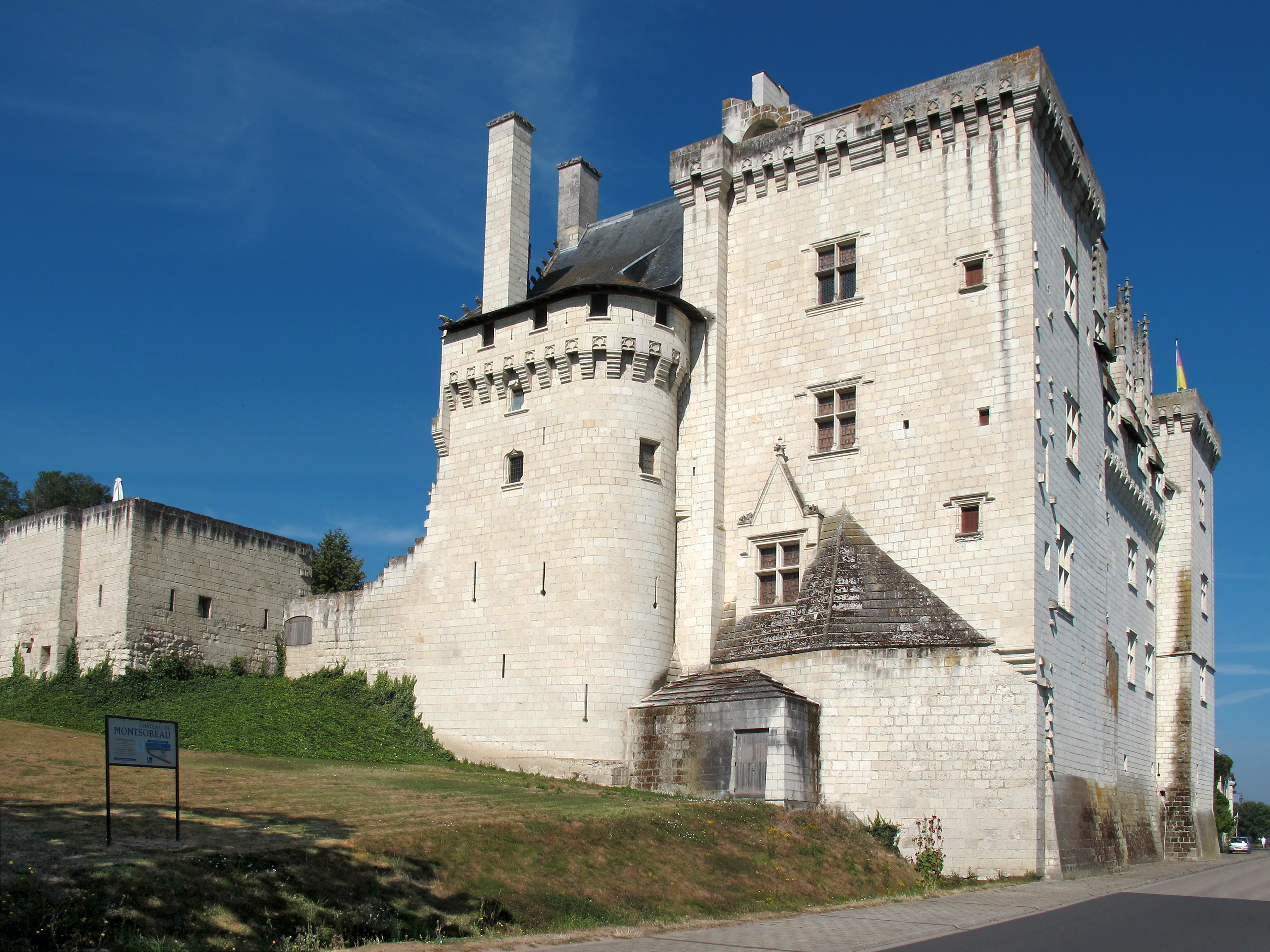
蒙索罗（Montsoreau）城堡

城堡的总数超过300个，其建造开始于10世纪，当时还只是必要的防御工事，但是到500年后修建了一批豪华的城堡。法国国王开始在此建造巨大的城堡后，贵族们不希望远离权力中心，也纷纷仿效修建城堡。它们出现在这片土壤肥沃、气候温和的河谷，开始吸引最好的风景设计师。 
到16世纪中叶，法国国王弗朗索瓦一世，将法国的权力中心从卢瓦尔河迁回到古代首都巴黎，建筑大师也随同迁走。不过大部分法国国王多半时间仍然在卢瓦尔河流域度过。法国国王路易十四于17世纪中叶建造凡尔赛宫，使巴黎成为王室的永久驻地。不过，那些国王的宠臣和富有的资产阶级，继续修复已有的城堡，或者在此新建夏季别墅。
在法国革命中，许多被废黜的贵族被送上断头台，他们的城堡也被洗劫并摧毁。在两次世界大战期间，一些城堡被征用作为军事指挥部，其中有些在二战结束后仍然作此用途使用。
今天，这些私人拥有的城堡用作住宅，少数向游客开放，还有一些辟为旅馆。许多城堡被当地政府接收，而香波尔城堡等大型城堡属于法国中央政府拥有和管理，是重要的名胜古迹，每年吸引无数游客。